# Потомак (река)
Потомак (енгл. Potomac) је река у САД, дужине 652 км, која се улива у залив Чесапик. Река има два извора. Северна грана извире код Ферфакс Стоуна (енгл. Fairfax Stone).
Јужна грана извире у близини града Хајтаун. Река Потомак има велико историјско значење за Сједињене Америчке Државе али и економско јер уз обале реке живи преко 5.000.000 становника.
Током 18. и 19. века река је имала велики трговачки значај, због тог су прокопани канали паралелни са реком.